# Kąśna Górna
Kąśna Górna – wieś w Polsce położona w województwie małopolskim, w powiecie tarnowskim, w gminie Ciężkowice.
W latach 1975–1998 miejscowość administracyjnie należała do województwa tarnowskiego.
Zobacz też: Kąśna Dolna